# John Stainer
Sir John Stainer, angleški skladatelj in orglar, * 6. junij 1840, Southwark, † 31. marec 1901, Verona.